# RX-78 (パソコン)
RX-78 GUNDAMは、1983年7月にバンダイから希望小売価格59,800円で発売された、家庭用ゲーム機のような性格を有するパソコン、いわゆるゲームパソコンであるがBASICは標準搭載しておらず別売となる。バンダイがパーソナルコンピュータを商品化したのはこれが初めて。
キーボードは薄型のもので、一部のソフト（麻雀など）はキーボードに被せるオーバーレイが付属した。ゲームソフト以外に学習ソフトやグラフィック・ワープロソフトなどのビジネスソフトも発売された。
シャープとの共同開発により誕生した。バンダイの看板商品であるアニメロボット「RX-78ガンダム」の形式番号を名付けたほどの意欲的な製品だったが、売り上げは芳しくなかった。
ニュースサイト「AKIBA PC HOTLINE」の佐々木潤は、RX-78のスペックが劣っていたわけではないとしたうえで、前年には他社からM5やぴゅう太など立ち位置が近い機種が発売されていたことに加え、同年には安価な（29,800円）SC-3000が登場したことが苦戦の原因だと分析している。

## 仕様
- CPU - SHARP LH0080A（Z80A） 4.1MHz
- RAM - 30KB（VRAM共用）50KBまで拡張可能[1]
- ROM - 8KB[1]
- 表示 - 30×23文字、192×184ドット[1]
- 色数 - 27色[4]
- サウンド - 3重和音（4オクターブ）＋1ノイズ[5]（サウンドジェネレータSN76489搭載）[1]
- コントローラー接続端子×2
- カートリッジスロット×2
- AV端子 - コンポジット映像信号端子・モノラル音声端子・RF端子
- 本体 286x210x48.5mm、約1.5Kg[5]

## 主なソフト
カセットテープのソフトは別売のBS-BASICカートリッジが必要。
ゲーム
- No.1 エキサイト・ベースボール - 2人専用ゲーム
- No.2 チャレンジ・ゴルフ - 擬似3D
- No.3 エキサイト・テニス
- No.4 チャンピオン・レーサー
- No.5 スーパーモトクロス
- No.6 ザ・プロレス - 2人専用ゲーム
- No.7 パーフェクトマージャン - バンダイが発売したLSIゲーム『パーフェクト麻雀』をテレビゲームにしたもの
- No.8 カードワールド - ポーカーとブラックジャックが遊べる
- No.9 ハンバーガーショップ
- No.10 ガンダムルナ・ツーの戦い[1] - インベーダーゲーム系の縦シューティング
- No.11 戦え!ウルトラマン - 必殺技（スペシウム光線）は、ボタンひとつで出せる親切設計。ジョイスティックでのみ操作可能
- No.12 零戦（ゼロファイター） - 擬似3D格闘戦シューティング
- No.13 スペースエネミー - スターラスタータイプのシューティング。ロックオンして敵を倒せ
- No.14 連合艦隊[1] - 地球全体に散らばる敵を全滅させるか首都を陥落させると勝利するシミュレーションゲーム。対CPU戦ができない2人対戦専用
- No.15 関ヶ原
- No.16 スペースカプセル - カセットテープ
- No.17 キャノンボール
- No.18 ひつじや～い - カセットテープ
- No.19 イエローキャブ - カセットテープ
- No.20 ドンジャラ - カセットテープ

教育
- No.1 ABC単語ゲーム[1]
- No.2 算数つまづき
- No.3 計算演習ドリル - カセットテープ
- No.4 グラフィック数学 - カセットテープ

ツール
- No.1 BS-BASIC 16KbyteのROMカートリッジで供給[1]、カセットI/F付き。7,800円[5]
- No.2 漢字ワープロ JIS第一水準の漢字ROMを搭載、印刷には別売のプリンタI/F（16,000円）が必要。36,000円
- No.3 Z80アセンブラー
- No.4 ミュージックマスター
- No.5 アニメーショングラフィックス
- No.6 クリエイティブグラフィックス
- No.7 3Dグラフィックス
- No.8 ヘルシーライフ - カセットテープ

など。以上のソフトウェア群以外にも、『ファミリー便利帳』や『トラベル英会話』といった実用ソフトウェアも発売予定のラインナップに入っていた。